# Novena
La novena (del latín novem, 'nueve') es un ejercicio de devoción que se practica durante nueve días para obtener alguna gracia o pedir por una determinada intención. Puede estar dedicada a Cristo mismo en alguna advocación, o a algún santo canonizado cuya intercesión es más poderosa ante Dios, debido a los méritos logrados durante su vida. Por ejemplo la Virgen María y los santos. Pueden ser nueve días consecutivos o nueve veces un día de la semana determinado (nueve viernes, por ejemplo).
Cuando se pide la intercesión de un santo, se busca imitar sus virtudes y santidad ya que de lo contrario la novena carecería de sentido si no se practica con fe y determinación de cambio. A diferencia de las octavas, de carácter festivo, las novenas se hacen con una intención o para orar por un difunto.
Actualmente, y sobre todo en España, Latinoamérica y Filipinas, muchas poblaciones preparan las fiestas patronales con un solemne novenario en honor al Patrón o Patrona del municipio, y básicamente consisten en la celebración de una Misa de forma solemne y con gran asistencia de fieles durante nueve días consecutivos. Aunque también, en muchos lugares, se han reducido los nueve días a tres, denominándose triduo en vez de novenario. Es muy común en España la celebración de "la novena de la Inmaculada" para preparar la fiesta del 8 de diciembre, en honor de la Inmaculada Concepción de la Virgen María.
En Ecuador y Colombia se celebra la Novena de Aguinaldos a partir del 16 de diciembre, durante la cual las familias, amigos y vecinos se juntan frente al pesebre para rezar. Se cree que el impulsor de esta costumbre, según fuentes oficiales, fue Fray Fernando de Jesús Larrea, un franciscano quiteño, quien a finales del siglo XVIII la envió a doña Clemencia Gertrudis de Jesús Caycedo Vélez Ladrón de Guevara de Aróstegui y Escoto, fundadora del Colegio La Enseñanza en Bogotá.

## Historia

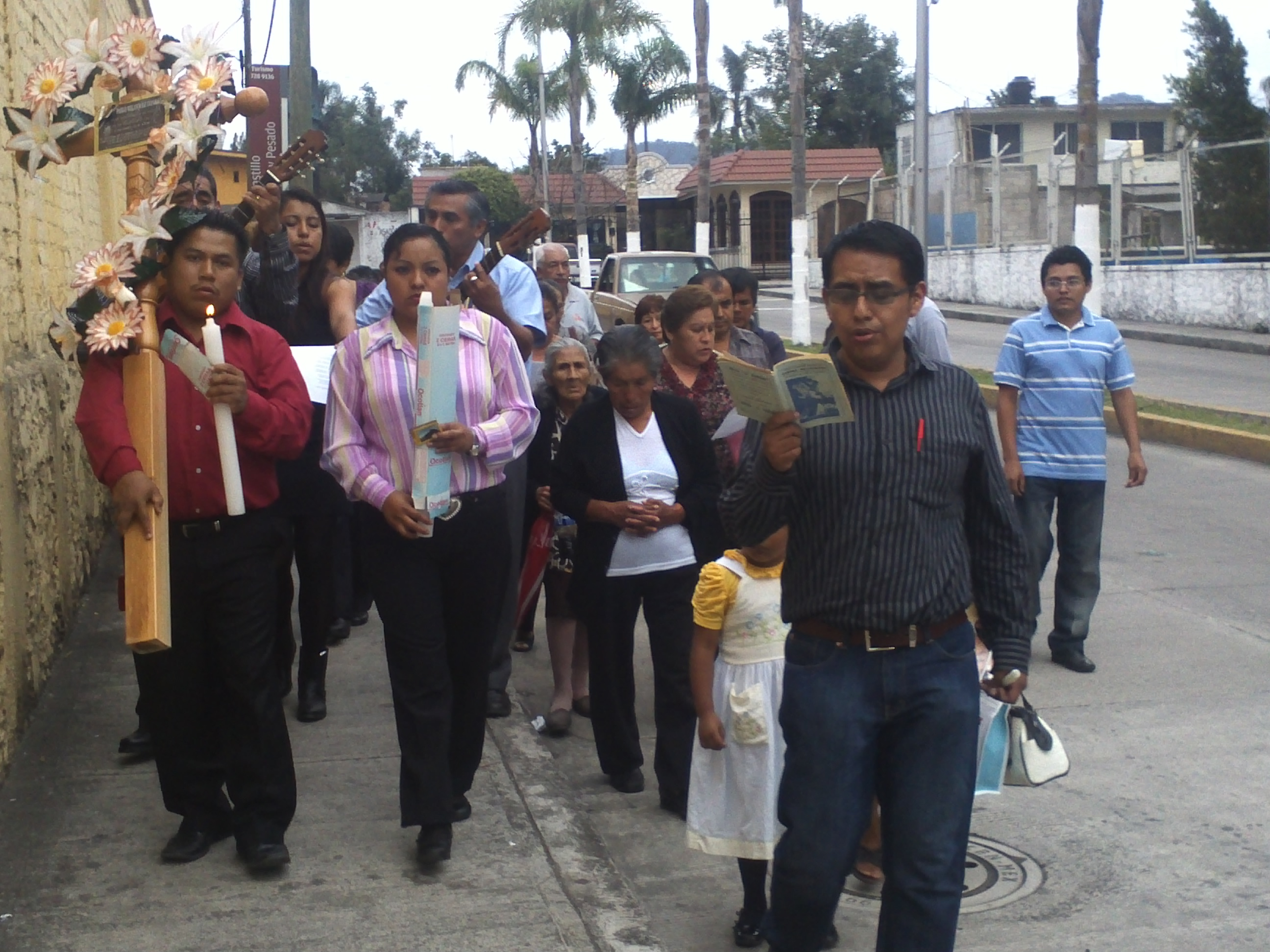
En Perú se acostumbra hacer una ceremonia de "Velación o Levantamiento de cruz" al término del novenario de un difunto

Las novenas tienen concordancia con la Biblia en cuanto a que se sabe que entre la Resurrección y la Ascensión hay 40 días; y hay nueve días entre la Ascensión y Pentecostés; tiempo en el cual los apóstoles y demás cristianos reunidos permanecieron en oración, aunque solo son conexiones creadas por teólogos podría ser más que solo una coincidencia, o no, y ser solo eso; además se inspiran en ciertas costumbres de las culturas griega y romana que celebraban nueve días de duelo por los difuntos o para apaciguar a los dioses.
Jesucristo enseñó a orar con insistencia (Lucas 18,11) y pidió a los Apóstoles que se prepararan en oración para la venida del Espíritu Santo, después de su Ascensión a los Cielos (Hechos 2, 1-41). De esta experiencia eclesial surge la novena de Pentecostés.
Aunque los primeros cristianos siguieron la costumbre en cuanto al número de días, el contenido de las novenas era completamente nuevo consistían en fervientes oraciones cristianas realizadas, en principio en forma comunitaria. El papa Alejandro VII concede la primera indulgencia a una novena, en honor a San Francisco Javier.
San Agustín advirtió a los cristianos de no caer en costumbres paganas durante las novenas. San Jerónimo decía que el número nueve indica sufrimiento y dolor en la Biblia.
En la Edad Media se decía que Jesucristo murió en la novena hora y que, merced a la Santa Misa, el difunto sería elevado al cielo en el noveno día. También aparecen en esta época las novenas de preparación, inspiradas en los nueve meses de embarazo de la Virgen, que se celebran durante los nueve días anteriores a una festividad importante, por ejemplo, la Navidad.